# Jürgen Schön (Künstler)
Jürgen Schön (* 14. November 1956 in Riesa) ist ein deutscher Bildhauer und Zeichner.

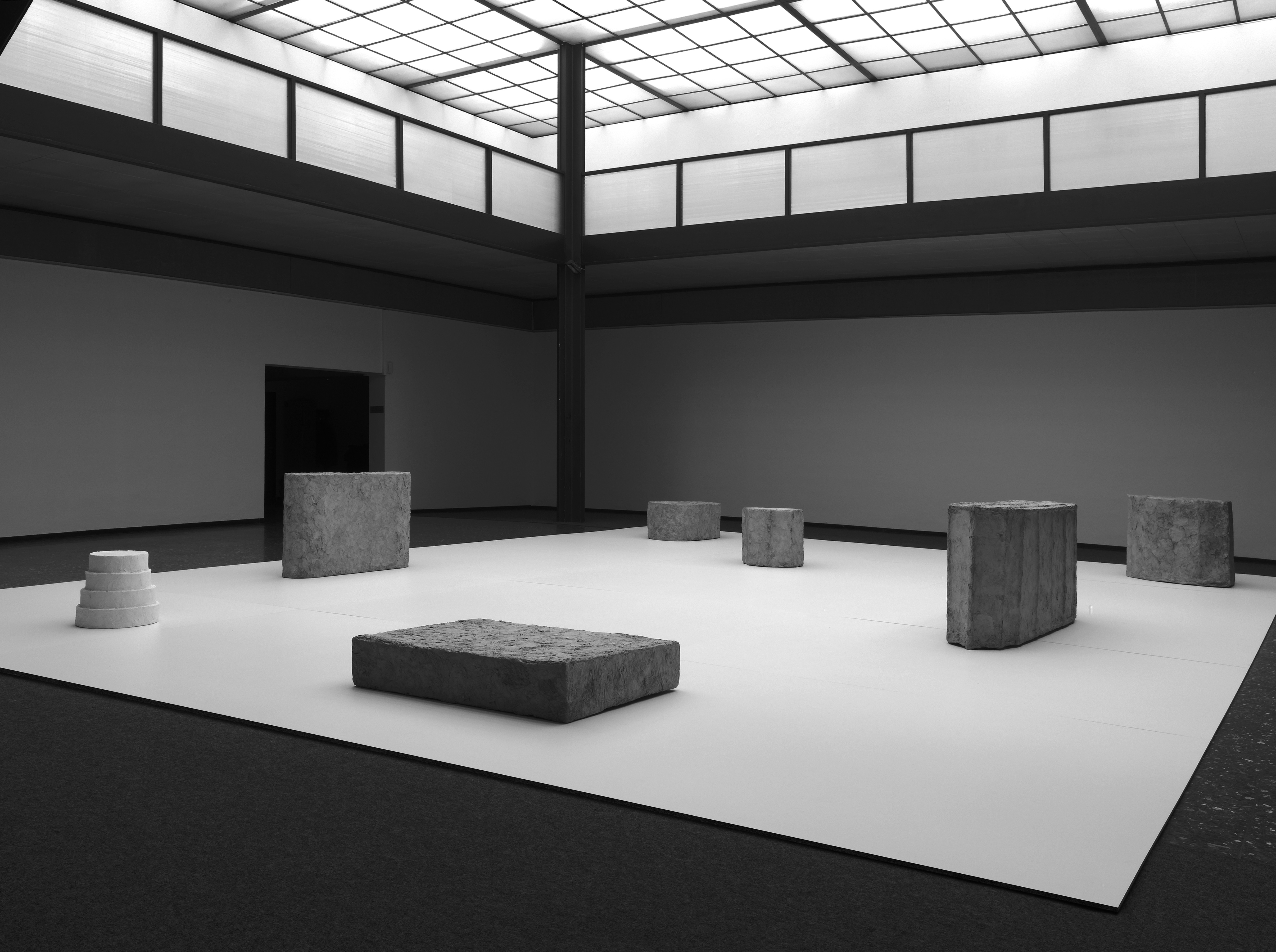
Jürgen Schön.Ausstellung Mannheim

Jürgen Schön Art Cologne Galerie Refugium

## Leben
In der Zeit von 1975 bis 1979 absolvierte er eine Lehre als Steinmetz und Steinbildhauer. Von 1979 bis 1986 studierte er an der Hochschule für Bildende Künste Dresden Bildhauerei. Nach dem Studium war Schön freiberuflich in Dresden tätig. Von 1990 bis 1991 studierte er an der HdK Berlin bei Lothar Fischer. Im Jahr 1996 erhielt er einen Lehrauftrag an der HfBK Dresden. Schön lebte bis 2019 in Dresden und ist seit 2002 Mitglied der Klasse Bildende Kunst der Sächsischen Akademie der Künste. Seit 1989 entstehen Objekte aus Papier und Karton. Das Arbeitsgebiet umfasst Objekte, Zeichnungen, Installationen, minimalistische und puristische Formen.
Schön ist Mitglied im Deutschen Künstlerbund. Er lebt in Berlin.

## Auszeichnungen
- 1989: Arbeitsstipendium in Berlin
- 1991: Stipendium der Stiftung Vordemberge Gildewart
- 1992: Stipendium der Akademie der Künste in der Villa Serpentara Olevano Romano
- 1995: Stipendium des Kulturfonds Berlin
- 2001: Käthe-Kollwitz-Preis der Akademie der Künste, Berlin
- 2002: Förderpreis der Stadt Dresden
- 2005: Mannheimer Kuratoriumspreis für Skulptur

## Einzelausstellungen (Auswahl)
- 1991: Galerie Franz Mehring, Berlin
- 1993: Galerie Gebr. Lehmann, Dresden
- 1993 und 1995: Galerie Durhammer, Frankfurt am Main[4]
- 1994: Galerie Hübner & Thiel, Dresden
- 1994: Elisabeth-Schneider-Stiftung, Freiburg i.Br.
- 1995: Galerie Hübner & Thiel, Dresden
- 1996: Galerie Elke Dröscher, Hamburg
- 1997: galerie refugium, Berlin
- 1998: Albertinum / Skulpturensammlung, Dresden
- 1998: Galerie Friedrich Müller, Frankfurt am Main
- 1998: Galerie Hübner & Thiel, Dresden
- 1999: galerie refugium, Berlin
- 1999, 2003, 2009, 2011 und 2013: APSIS, Dresden
- 2000: Schlossmuseum Gotha
- 2000: Köln Skulptur / Art Cologne
- 2001: Akademie der Künste, Berlin
- 2001: galerie refugium, Berlin
- 2002: büro für kunst, Dresden[5]
- 2002: Galerie Ulrike Buschlinger, Wiesbaden
- 2003: Kunsthalle Göppingen[6]
- 2004: Leonhardi-Museum, Dresden
- 2004: Kunstsammlungen Neubrandenburg
- 2004: Galerie Friedrich Müller, Frankfurt am Main
- 2005: Galerie Elke Dröscher, Hamburg
- 2005: Mannheimer Kunstverein
- 2006: Elisabeth-Schneider-Stiftung, Freiburg i.Br.
- 2006: Städtische Galerie, Dresden
- 2007: Galerie Friedrich Müller, Frankfurt am Main
- 2008: Galerie Florian Walch, München
- 2010: Galerie Friedrich Müller, Frankfurt am Main
- 2011: Albertinum / Skulpturensammlung, Dresden
- 2012: Galerie Friedrich Müller, Frankfurt am Main
- 2012: Kunsthandel Marion Grčić-Ziersch, München
- 2015: Galerie Friedrich Müller, Frankfurt am Main
- 2017: Galerie der Stadt Fellbach[7]
- 2018: Galerie Friedrich Müller, Frankfurt am Main
- 2018: Kunsthandel Marion Grčić-Ziersch, München
- 2019: Emanuel von Baeyer Cabinet, London
- 2019: Studiolo/Kupferstich-Kabinett, Dresden
- 2021: Galerie Friedrich Müller, Frankfurt am Main
- 2022: Drawingroom Charlottenburg, Berlin
- 2023: Vom Raum zur Form Galerie Friedrich Müller, Frankfurt am Main

## Gruppenausstellungen (Auswahl)
- 1988: Galerie Nord, Dresden
- 1989: Fellbach, Triennale Fellbach Kleinplastik
- 1990: Galerie der Künstler, München
- 1991: Stiftung Vordemberge Gildewart, Stadtmuseum Dresden
- 1992: IV. Internationale Papierbiennale, Leopold-Hoesch-Museum, Düren
- 1992: Elisabeth-Schneider-Preis, Freiburg i.Br.
- 1993: Pegel 7, Galerie Rähnitzgasse, Dresden
- 1994: Ausgewählte Europäer, Museum Wiesbaden
- 1995: Galerie Durhammer, Frankfurt am Main
- 1995: Galerie Hübner & Thiel, Dresden
- 1997: Galerie Hübner & Thiel, Dresden
- 1998: Die Macht des Raumes, Museum Junge Kunst, Frankfurt (Oder)
- 1999: büro für kunst, Dresden
- 2000: galerie refugium, Berlin
- 2001: Triennale der Kleinplastik, Fellbach
- 2001: Galerie Ulrike Buschlinger, Wiesbaden
- 2002: Neuerwerbungen, Kupferstich-Kabinett, Dresden
- 2003: Galerie Ulrike Buschlinger, Wiesbaden
- 2004: Weltsichten, Kupferstich-Kabinett, Dresden
- 2004: Lindenau-Museum, Altenburg
- 2004: Neues Museum Weserburg, Bremen
- 2005: Neu im Bestand, Kunstsammlung Neubrandenburg
- 2008: Glöckner, Göschel, Müller, Schön; Galerie Döbele, Dresden
- 2008: I can only see things when I move; Kupferstich-Kabinett, Dresden
- 2009: Die Gegenwart der Linie; Pinakothek der Moderne, München
- 2009: Räumlich; Galerie Elke Dröscher, Hamburg
- 2010: 15 Hauptwerke und Zeichnungen nach 1945; Kupferstich-Kabinett, Dresden
- 2010: Bildhauer Zeichnungen; Kunsthandel Marion Grčić-Ziersch, München
- 2010: Kunst im Werden; Buchmuseum SLUB, Dresden
- 2010: Galerie Friedrich Müller, Frankfurt am Main
- 2012: Skizzen, Projekte und Arbeitsbücher, Lindenau-Museum, Altenburg
- 2013: Arbeiten auf Papier, Kunstsammlung Neubrandenburg
- 2013: Fußnoten im Aufbruch, Motorenhalle Dresden
- 2013: Neu gezeigt – neu gesehen, Galerie Döbele, Dresden
- 2014: Saxonia Paper, Kunsthalle Leipzig
- 2015: 10 Jahre Städtische Galerie Dresden
- 2016:  Wohin mit der Schönheit, Städtische Galerie Dresden
- 2017: Die Sammlung Stefan Heinemann, Kunsthaus Dresden
- 2018: Skizzenbuchgeschichten, Pinakothek der Moderne, München
- 2019: 22 Jahre Kuratoriumspreis, Kunstverein Mannheim
- 2019: Auch das ist Zukunft, Sächsische Akademie der Künste, Dresden
- 2019: Die Sammlung, Kunsthalle Göppingen
- 2020: Arbeiten auf Papier, Fotografien und Skulpturen;
- 2020: Kunsthandel Marion Grčić-Ziersch, München
- 2020: Black White Grey, Emanuel von Baeyer Cabinet, London
- 2020: Lockdown, Sächsische Akademie der Künste, Dresden
- 2020: Nasu, Sakurai, Schön; Galerie Friedrich Müller, Frankfurt am Main
- 2020: Crossing Borders, Sammeln für die Zukunft; Kupferstich-Kabinett, Dresden
- 2022: Arbeiten auf Papier, Fotografien und Skulpturen
- 2022: Kunsthandel Marion Grčić-Ziersch, München

## Sammlungen
- Akademie der Künste, Berlin
- British Museum, London
- Kupferstich – Kabinett, Dresden[8]
- Skulpturensammlung Albertinum, Dresden
- Sächsischer Kunstfonds[8]
- Städtische Galerie, Dresden
- Kunsthalle Göppingen
- Staatliche Kunsthalle Karlsruhe
- Museum Weserburg, Bremen
- Kunsthalle Mannheim
- Kunstsammlung Neubrandenburg
- Kunstsammlungen Chemnitz
- Galerie der Stadt Fellbach
- Kunstmuseum Kloster Unser Lieben Frauen, Magdeburg
- Museum Viadrina, Frankfurt (Oder)
- Lindenau-Museum, Altenburg
- Stiftung für konkrete Kunst, Reutlingen
- Schlossmuseum Gotha
- Pinakothek der Moderne München